# Vlakhópoulon
Vlakhópoulon är en ort i Grekland.   Den ligger i prefekturen Messenien och regionen Peloponnesos, i den södra delen av landet, 200 km sydväst om huvudstaden Aten. Vlakhópoulon ligger 416 meter över havet och antalet invånare är 1 446.
Terrängen runt Vlakhópoulon är kuperad. Runt Vlakhópoulon är det ganska glesbefolkat, med 30 invånare per kvadratkilometer. Närmaste större samhälle är Gargaliánoi, 13,8 km väster om Vlakhópoulon. 